# 聖女貞德號航空巡洋艦
聖女貞德號航空巡洋艦（法語：JEANNE D'ARC）是於1964年服役的法國海軍航空巡洋艦，平時可作為練習艦並運載4架直昇機，必要時可作為兩棲登陸艦並增至運載8架直昇機再上登陸部隊700人，本艦已於2010年退役。

## 基本資料
- 全長：182米
- 艦闊：24米
- 吃水：7.3米
- 基本排水量：10,000噸
- 滿載排水量：12,365噸
- 動力：4部總馬力40,000匹馬力蒸汽煱爐
- 最快航速：26.5節
- 武裝：4座100毫米口徑防空高射炮+防空飛彈6座
- 乘員：445人+候補人員182人+登陸部隊700人
- 艦載機：4架直昇機（平時）/8架直昇機（戰時）

## 設計

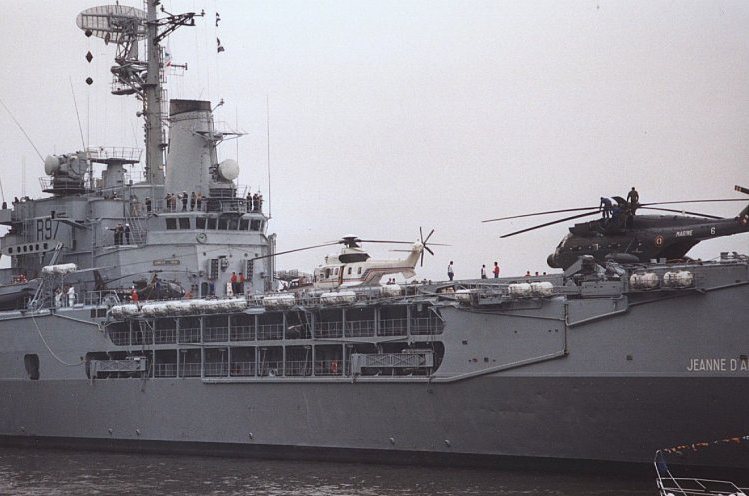
聖女貞德號的艦橋和飛行甲板

聖女貞德號的艦橋的後面就是闊大的飛行甲板，在其下方是飛機庫，兩側是有走廊的練習生活區，這些地方必要時可作為登陸部隊艙，在飛行甲板最後部份是昇降機，能把直昇機由下方飛機庫運送至飛行甲板，艦橋上方是煙囪以防排煙影響航空作業

## 參考資料

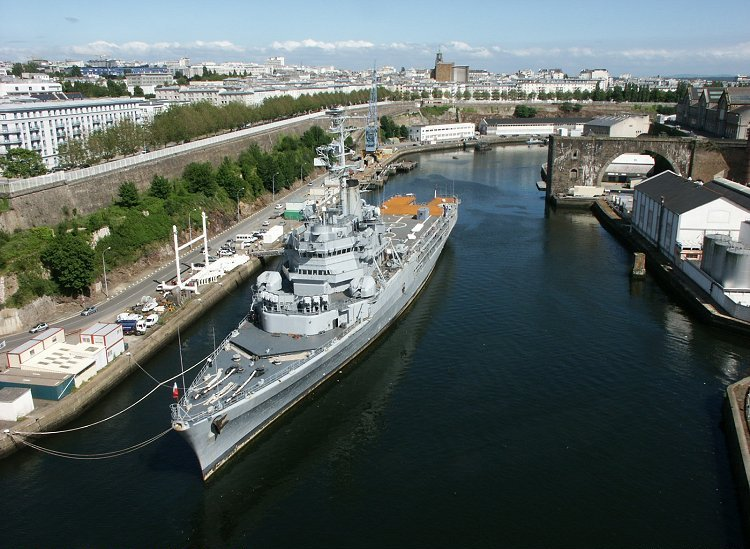
聖女貞德號航空巡洋艦

## 艦載機
- 超級黃蜂式直升機